# AppleTalk
AppleTalk is de naam van een verzameling netwerkprotocollen voor de Apple Macintosh computer. Het is in het begin van de jaren 80 van de 20e eeuw ontwikkeld door Apple Inc.. AppleTalk maakt het mogelijk om verscheidene gebruikers dezelfde documenten en randapparatuur zoals printers te laten delen. De computer waarmee de printer is verbonden of waar de te delen documenten worden opgeslagen noemen we een server, terwijl de Mac computers van de verschillende gebruikers worden aangeduid als clients. Zodoende is AppleTalk een van de eerste geïmplementeerde client/server netwerksysteem.